# Myrmecaelurus subcostalis
Myrmecaelurus subcostalis är en insektsart som beskrevs av Navás 1914. Myrmecaelurus subcostalis ingår i släktet Myrmecaelurus och familjen myrlejonsländor. Inga underarter finns listade i Catalogue of Life.